# Tadeusz Sobolewski

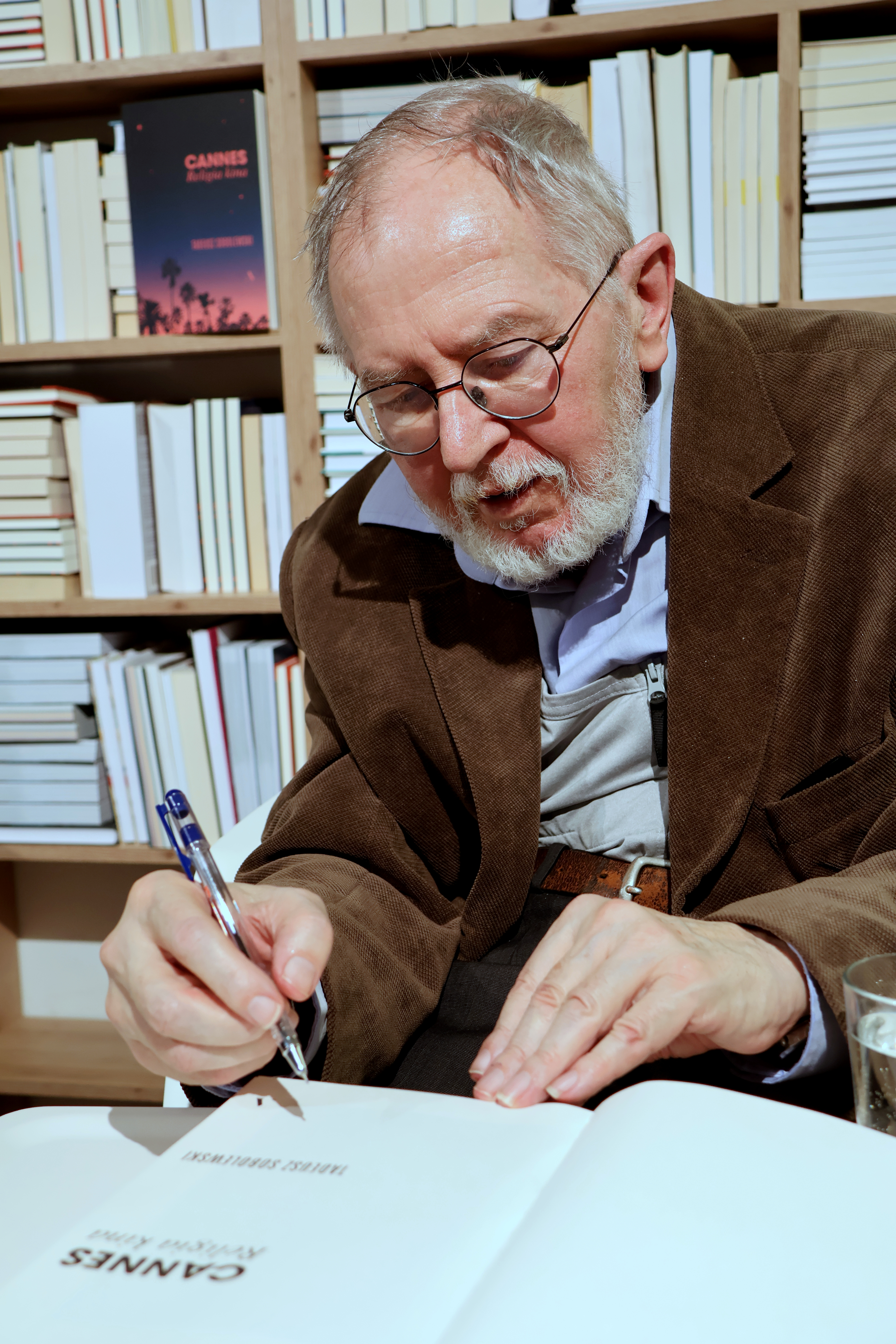
Tadeusz Sobolewski podpisuje swoją książkę Cannes. Religia kina (2025) - Warszawa, 7 kwietnia 2025

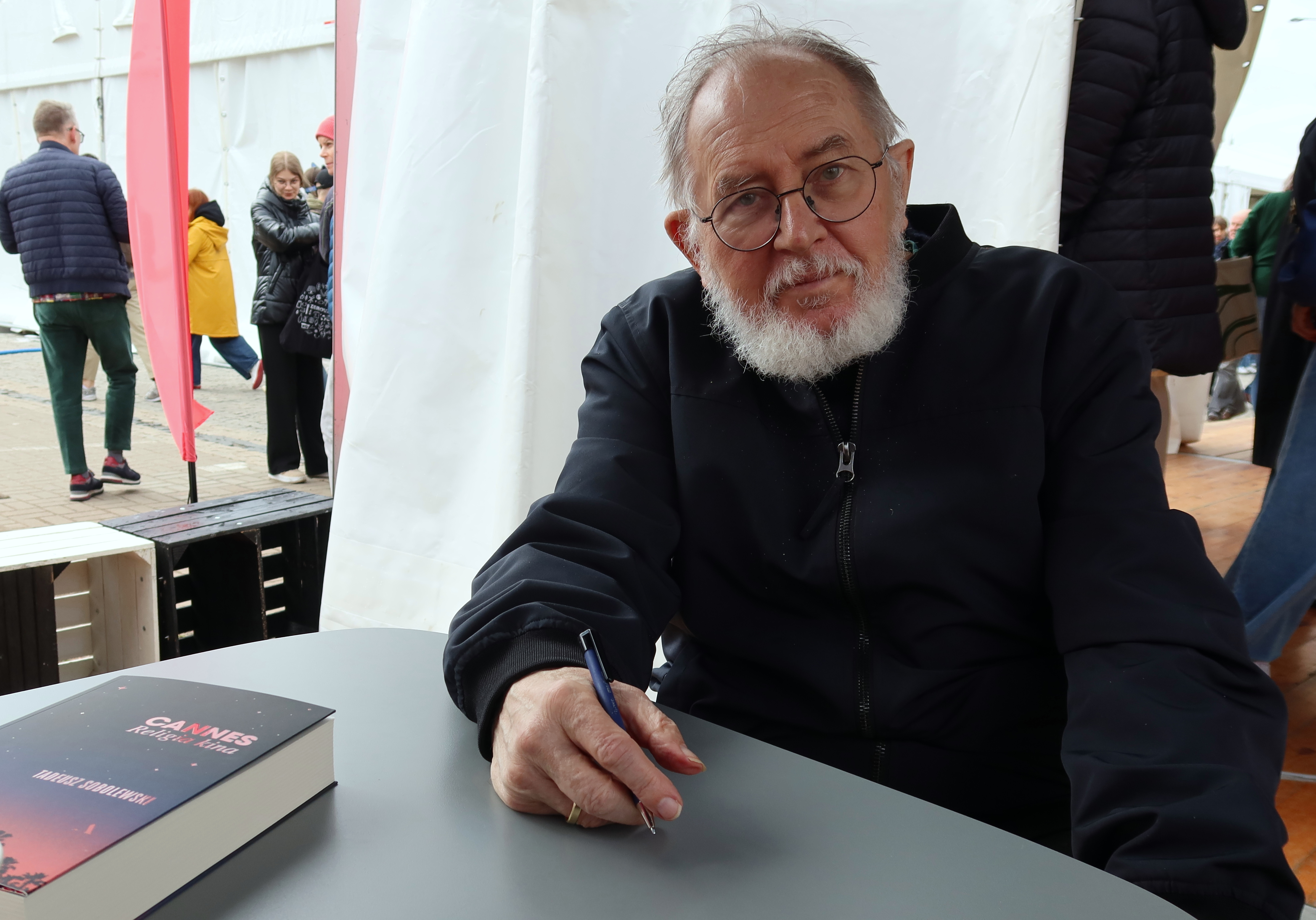
Tadeusz Sobolewski - Międzynarodowe Targi Książki w Warszawie, 18 maja 2025

Tadeusz Sobolewski (ur. 31 października 1947 w Warszawie) – polski filolog polski, krytyk filmowy, publicysta, w latach 1990–1994 redaktor naczelny miesięcznika „Kino”, od 1995 publicysta dziennika „Gazeta Wyborcza”.

## Życiorys
Absolwent VI Liceum Ogólnokształcącego im. Tadeusza Reytana w Warszawie (1965) i polonistyki na Uniwersytecie Warszawskim. W latach 1974–1981 pracował w tygodniku „Film”, a od 1981 w miesięczniku „Kino”, w którym w latach 1990–1994 był redaktorem naczelnym. Jest krytykiem filmowym w „Gazecie Wyborczej” oraz felietonistą miesięcznika „Kino”. Współautor i współprowadzący (razem z Grażyną Torbicką) programu Kocham Kino w Telewizji Polskiej.
Sobolewski współpracował przy realizacji filmów, m.in. jako współautor scenariusza do Golema (1979) w reżyserii Piotra Szulkina oraz jako konsultant przy filmach Pokolenie 89 (reż. Maria Zmarz-Koczanowicz, 2002) i Parę osób, mały czas (w reżyserii i według scenariusza Andrzeja Barańskiego, na podstawie książki Dziennik we dwoje Jadwigi Stańczakowej, 2005). Pojawił się również w epizodycznych rolach w filmach Amator (1979) Krzysztofa Kieślowskiego, Białe małżeństwo (1992) Magdaleny Łazarkiewicz, Miasto (2021) Marcina Sautera. 
W 2025 ukazała się jego książka Cannes. Religia kina, będąca zbiorem relacji z festiwalu filmowego w Cannes z lat 1994–2019, w której autor przedstawia swoje doświadczenia z tego wydarzenia oraz refleksje na temat kina autorskiego.

## Publikacje książkowe
- Stare grzechy. Dziennik dziennikarza 1982–83 (II obieg wydawniczy; Grupa Polityczna „Wola”, Warszawa 1988).
- Dziecko Peerelu. Esej, dziennik (Wydawnictwo Sic!, Warszawa 2000, ISBN 83-86056-73-8).
- Malowanie na Targowej (Wydawnictwo Sic!, Warszawa 2003, ISBN 83-88807-28-5).
- Za duży blask. O kinie współczesnym (Wydawnictwo „Znak”, Kraków 2004, ISBN 83-240-0387-8).
- Człowiek Miron (Wydawnictwo „Znak”, Kraków 2012, ISBN 978-83-240-1882-6); wydanie drugie jako: Człowiek Miron. Prywatny portret Białoszewskiego (Wydawnictwo „Znak”, Kraków 2023, ISBN 978-83-240-6677-3).
- Kino swoimi słowami (Towarzystwo Autorów i Wydawców Prac Naukowych „Universitas”, Kraków 2012, ISBN 978-83-242-1798-4).
- Dziennik. Jeszcze jedno zdanie (Wydawnictwo W.A.B., Warszawa 2019, ISBN 978-83-280-5835-4).
- Cannes. Religia kina (Wydawnictwo Agora, Warszawa 2025, ISBN 978-83-8380-122-3).

Ponadto, w 2014 ukazała się książka Mai Komorowskiej i Tadeusza Sobolewskiego Pytania, które się nie kończą (Mazowiecki Instytut Kultury - Czuły Barbarzyńca Press, Warszawa 2014, ISBN 978-83-62676-38-5, ISBN 978-83-63427-81-8).

## Udział w pracach zbiorowych (wybór)
- Fantazja na żywo. Rozmowa ze Zbigniewem Rybczyńskim [w:] Zbigniew Rybczyński, podróżnik do krainy niemożliwości. Wokół twórczości Zbigniewa Rybczyńskiego (praca zbiorowa pod redakcją Zbigniewa Benedyktowicza; współpraca redakcyjna: Teresa Rutkowska, Ryszard Ciarka; Pracownia Historii i Teorii Filmu-Instytut Sztuki PAN - Komitet Kinematografii [1993], ISBN 83-85938-00-1, s. 100–107);
- Bokserski refleks. Z Jerzym Skolimowskim rozmawia Tadeusz Sobolewski [w:] Skolimowski. Przewodnik Krytyki Politycznej (Wydawnictwo Krytyki Politycznej, Warszawa 2010, ISBN 978-83-61006-55-8, s. 160–175).

## Życie prywatne

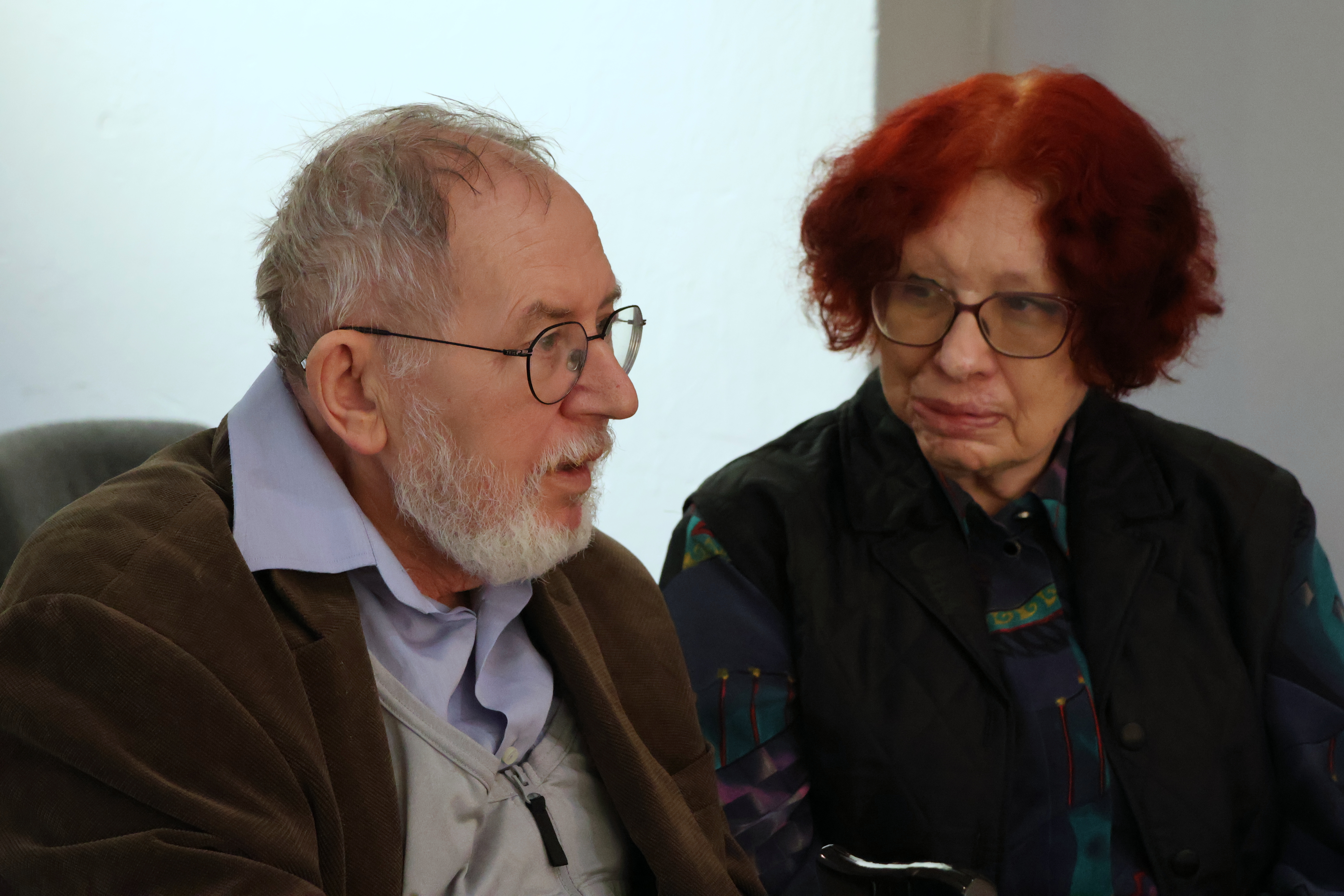
Anna i Tadeusz Sobolewscy - Warszawa, 7 kwietnia 2025

Jego żoną jest historyk literatury i eseistka Anna Sobolewska, a ich córkami – dziennikarka i krytyczka literacka Justyna Sobolewska oraz Cecylia Sobolewska ( której jego  żona Anna poświęciła książkę ,,Cela. Odpowiedź na zespół Downa")

## Nagrody i wyróżnienia
- Nagroda Jury II MFF Horroru i Fantastyki w Madrycie za scenariusz do filmu Golem (1981)[2]
- Nagroda za scenariusz filmu Golem na Międzynarodowym Festiwalu Filmów Fantastycznych w Madrycie (1991)
- Nagroda im. Bolesława Michałka za najlepszą książkę filmową roku 2004 za Za duży blask. O kinie współczesnym (2005)
- Grand Prix Krajowego Festiwalu Teatru Polskiego Radia i Teatru TV „Dwa Teatry” za adaptację dla Teatru TV spektaklu Pamiętnik z Powstania Warszawskiego (2005)
- Nagroda Polskiego Instytutu Sztuki Filmowej w kategorii "audycja radiowa i program telewizyjny" za program „Kocham Kino” (wspólnie z Grażyną Torbicką) (2009)[2]
- Nagroda Polskiego Instytutu Sztuki Filmowej w kategorii "krytyka filmowa" (2013)[2]
- nominacja do Nagrody Literackiej Nike za Człowiek Miron (2013)[3]
- Nagroda ZAiKS-u im. Krzysztofa Teodora Toeplitza (2015)[4]
- nominacja do Nagrody Literackiej Nike za Dziennik. Jeszcze jedno zdanie (2020)[5]